# Ética médica

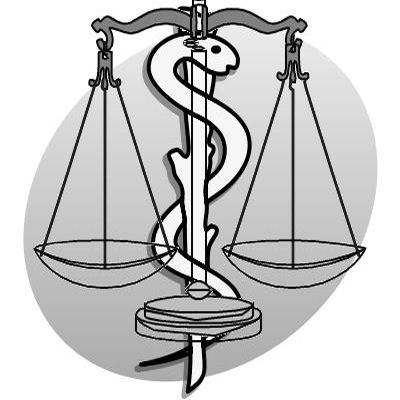
Principios que guían al médico al tomar una decisión.

La ética médica tiene su punto de partida antes de nuestra era, simbolizada por el más ilustre médico de la antigüedad, Hipócrates, cuya doctrina ha tenido una gran influencia en el ejercicio de la profesión médica en los siglos posteriores.
La ética es la encargada de discutir y fundamentar reflexivamente ese conjunto de principios o normas que constituyen nuestra moral. La moral es el conjunto de principios, criterio, normas y valores que dirigen nuestro comportamiento. La moral nos hace actuar de una determinada manera y nos permite saber qué debemos hacer en una situación concreta.
La deontología médica es el conjunto de principios y reglas éticas que han de inspirar y guiar la conducta profesional del médico. Los deberes que se imponen obligan a todos los médicos en el ejercicio de su profesión, independientemente de la modalidad.

## Deontología médica
La Organización Médica Colegial, como representante de los médicos colegiados de España, asume como uno de sus objetivos prioritarios la promoción y desarrollo de la deontología profesional, y contempla en sus estatutos un Código de Ética y Deontología Médica.
El incumplimiento de estos principios constituye falta disciplinaria tipificada en los Estatutos Generales de la Organización Médica Colegial.
Generalmente la ética y moral se ven reflejadas en la práctica profesional por lo que algunas ciencias recurren a la bioética, que se encarga de estudiar la deontología (lo que debe de ser) y de comparar con la ontología (lo que es). Un médico se debe basar en la bioética para realizar una labor íntegra, al no hacerlo podría tener problemas con instituciones como la Comisión Nacional de Arbitraje Médico.

## Principios de la ética médica
Todo profesional en la salud, debe tomar en cuenta estos principios los cuales son fundamentales para este.
- Beneficencia
- Autonomía
- Justicia
- No maleficencia (Primum non nocere)

## Ética médica en el cine
- 1996: Al cruzar el límite (Extreme measures), de Michael Apted